# Парквью-сквер
Парквью Сквер — офісна будівля, розташована в середмісті Сінгапуру. Вона розташована поруч із Маріна Центр, та станцією MRT Bugis.
Парквью Сквер — одна з найбільш дорогих офісних будівель Сінгапуру.
У Парквью Сквер розміщено Почесне консульство Омана на 4 поверсі, посольство Об'єднаних Арабських Еміратів на 9 поверсі, а також посольства Австрії та Монголії на 24 поверсі будівлі.
Третій поверх повністю зайнятий музеєм Парквью, де щороку проводяться міжнародні виставки сучасного мистецтва.

## Дизайн та архітектура
Парквью Сквер був розроблений американською фірмою James Adams Design спільно з DP Architects з Сінгапуру.
Офісні приміщення не мають колон, тому їх можна переконфігурувати відповідно до бажання орендаря. Незважаючи на те, що це сучасна будівля, яка була добудована в 2002 році, вона побудована в класичному стилі ар-деко, архітектори надихались Чейнін білдінг в Нью-Йорку. Зовнішня поверхня будівлі облицьована коричневим гранітом, бронзою, політурою та склом .
Відкрита площа Парквью сквер нагадує площу Сан-Марко у Венеції зі скульптурами та статуями, що оточують відкриту площу. Вона вміщує багато бронзових витворів деяких найвідоміших постатей світової історії, серед яких Сун Ятсен, Авраам Лінкольн, Сальвадор Далі, Моцарт, Шопен, Ісаак Ньютон, Пабло Пікассо, Рембрандт, Шекспір, Платон, Данте, Вінстон Черчілл та Альберт Ейнштейн .
У будівлі широко використовувались візернуки, скульптури, орнаменти. Будівлю охороняють вісім гігантських статуй чоловіків зі склопластику, які в руках тримають кулю, чотири з яких стоять на кожній будівлі. Горгульї прикрашають зовнішній вигляд будівлі.
Найчастіше цю будівлю часто називають готемською будівлею, завдяки архітектурному стилю в стилі ар-деко, що нагадує вигаданий Готем-Сіті із серії Бетмен .

### Золота статуя журавля

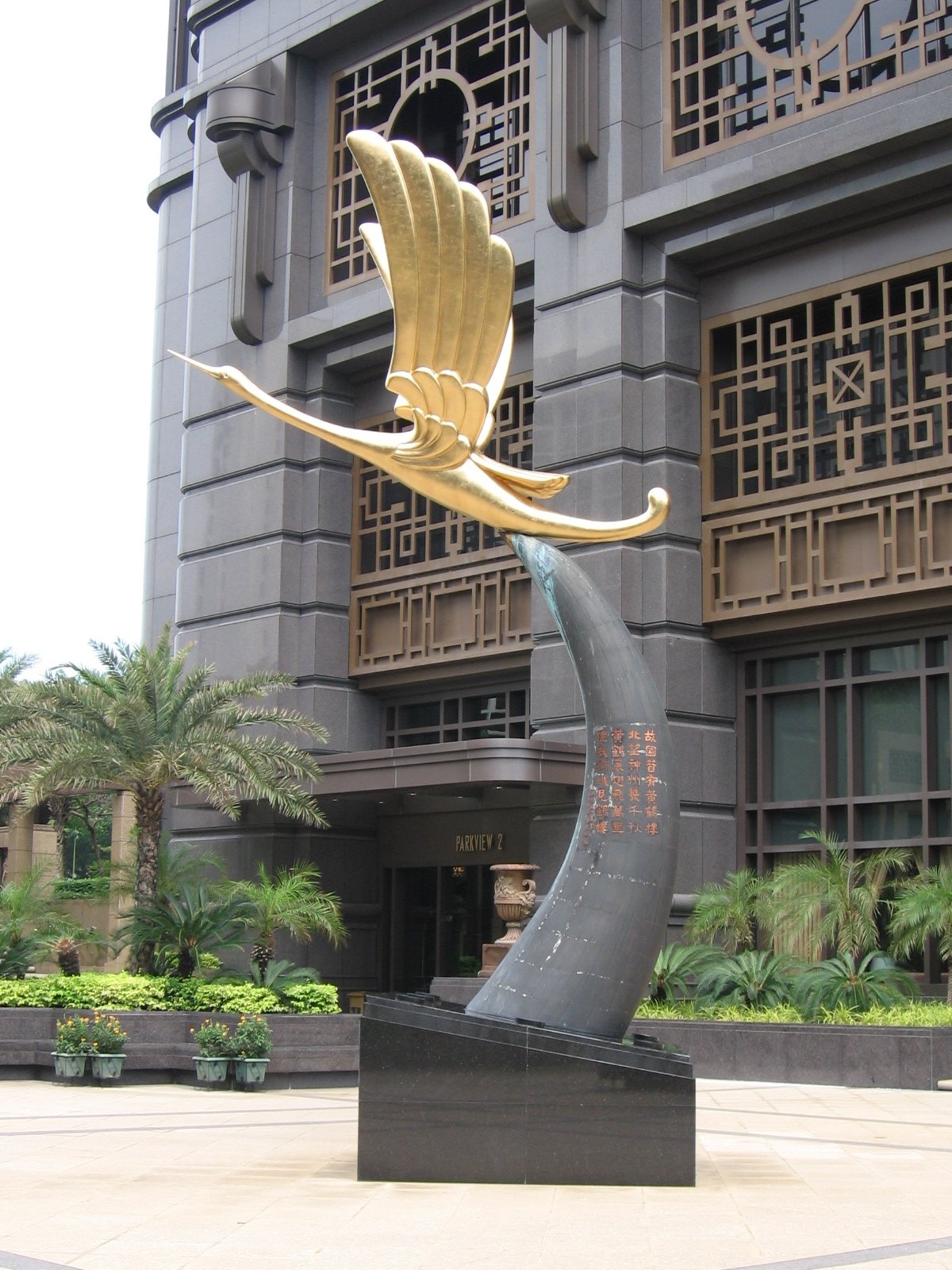
Скульптура журавля на Парквью сквер

У центрі площі — статуя золотого злітаючого журавля з піднятою головою, яка спрямована в бік материкового Китаю. На п'єдесталі написаний вірш.
У вірші йдеться про міфічного журавля, що дивиться в бік напрямку храму (Хубеї, Китай) і прагне пролетіти тисячі миль назад. Вірш також фігурує як писанка в оригінальній ілюстрації китайської версії StarCraft 2 .

Вважається, що статуя повинна принести багатство будівлі. 